# Oberlangen
Oberlangen is een gemeente in de Duitse deelstaat Nedersaksen. De gemeente is onderdeel van de Samtgemeinde Lathen (voor meer informatie zie aldaar) in het landkreis Emsland. Oberlangen telt 989 inwoners.
Het dorpje Langen (thans Oberlangen) was vanaf de 11e of 12e eeuw de oudste woonplaats van een (in de rechte lijn intussen uitgestorven) adellijke familie Von Langen, van wie telgen o.a. Burgmannen waren in Haselünne, Bramsche en talrijke andere in het Munsterse prinsbisdom gelegen stadjes. Deze Von Langens hadden een schapenscheer-schaar in hun familiewapen. Zie ook het dorpswapen van Oberlangen.
Tijdens het nationaalsocialisme stond (van 1933 tot vlak na de Tweede Wereldoorlog) enkele kilometers buiten Oberlangen gevangenenkamp Kamp Oberlangen, een van de vijftien Emslandlager.

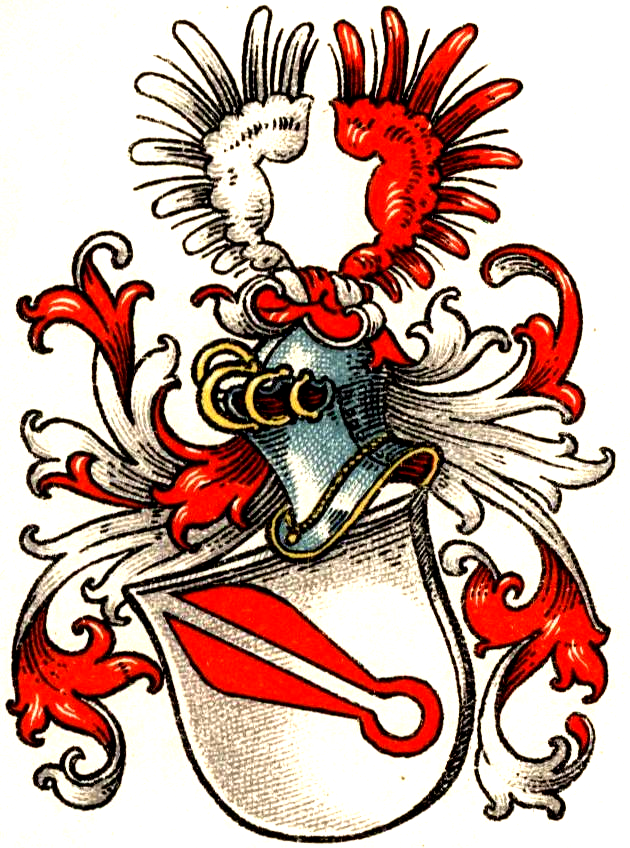
Wapen van het geslacht Von Langen

- Gemeinsame Normdatei: 4306237-4
- Library of Congress Control Number: n2024052160
- Virtual International Authority File: 236543449

Andervenne ·
Bawinkel ·
Beesten ·
Bockhorst ·
Börger ·
Breddenberg ·
Dersum ·
Dohren ·
Dörpen ·
Emsbüren ·
Esterwegen ·
Freren ·
Fresenburg ·
Geeste ·
Gersten ·
Groß Berßen ·
Handrup ·
Haren (Ems) ·
Haselünne ·
Heede ·
Herzlake ·
Hilkenbrook ·
Hüven ·
Klein Berßen ·
Kluse ·
Lähden ·
Lahn ·
Langen ·
Lathen ·
Lehe ·
Lengerich ·
Lingen ·
Lorup ·
Lünne ·
Meppen ·
Messingen ·
Neubörger ·
Neulehe ·
Niederlangen ·
Oberlangen ·
Papenburg ·
Rastdorf ·
Renkenberge ·
Rhede ·
Salzbergen ·
Schapen ·
Sögel ·
Spahnharrenstätte ·
Spelle ·
Stavern ·
Surwold ·
Sustrum ·
Thuine ·
Twist ·
Vrees ·
Walchum ·
Werlte ·
Werpeloh ·
Wettrup ·
Wippingen